# 7624 Gluck
7624 Gluck este un asteroid din centura principală de asteroizi.

## Descriere
7624 Gluck este un asteroid din centura principală de asteroizi. A fost descoperit pe 25 martie 1971 la Observatorul Palomar de Cornelis Johannes van Houten, Ingrid van Houten-Groeneveld și Tom Gehrels. Asteroidul prezintă o orbită caracterizată de o semiaxă mare de 3,05 ua, o excentricitate de 0,11 și o înclinație de 9,1° în raport cu ecliptica.